# جوردان هاريسون
جوردن هاريسون (بالإنجليزية: Jordan Harrison)‏ هو كاتب مسرحي أمريكي، ولد في 1977.

## وصلات خارجية
- جوردن هاريسون على موقع قاعدة بيانات برودواي على الإنترنت (الإنجليزية)